# Modesto Sánchez Cadenas
Modesto Sánchez Cadenas (n. Madrid; 1899 - f. León; 21 de noviembre de 1936) fue un pintor español, ejecutado víctima de la represión en la zona franquista durante la Guerra Civil.
Fue un hombre de formación pictórica temprana y comprometido socialmente. Fue miembro del Partido Socialista Obrero Español (PSOE) y secretario de la Casa del Pueblo. Durante la Segunda República sus obras eran ya muy bien conocidas en León y otras regiones de España. Al inicio de la década de 1930 apoyó la obra del pintor José Vela Zanetti, facilitando su primera gran exposición en el Palacio de los Guzmanes de la Diputación Provincial de León. En 1934 realizó, con éxito, una exposición en Bélgica. Sus dibujos de la Virgen María y Adán y Eva sirvieron de base para que el artista francés Joan H. Maumejean elaborase los vitrales de la capilla del Palacio Episcopal de Astorga, obra de Antonio Gaudí.
Tras el golpe de Estado de julio de 1936 que dio lugar a la Guerra Civil, Sánchez Cadenas fue detenido de inmediato, junto a un numerosos grupo de intelectuales, artistas y políticos de la ciudad. Juzgado en consejo de guerra sumarísimo, fue condenado a muerte por un delito de traición, y ejecutado el 21 de noviembre en el campo de tiro de Puente Castro, junto al gobernador civil leonés, Emilio Francés Ortiz de Elguea, el presidente de la Diputación y abogado, Ramiro Armesto, el alcalde de León, Miguel Castaño Quiñones, el líder sindicalista minero, Antonio Fernández Martínez, el catedrático, Manuel Santamaría Andrés, el padre de Vela Zanetti, Nicóstrato Vela, y el profesor Lorenzo Martín Marasa, entre otros.